# Futbol'nyj Klub Znamja Truda
Lo Znamja Truda, ufficialmente Futbol'nyj Klub Znamja Truda' (in russo Футбольный клуб Знамя Труда?) è una società calcistica russa con sede ad Orechovo-Zuevo.

## Storia

### Unione Sovietica
Fondata nel 1909 col nome di KSO, prima della seconda guerra mondiale ha partecipato alle prime edizioni della Coppa dell'URSS col nome prima di Krasnoe Znamya e poi di Zvezda. Dal 1946 riassunse la denominazione di Krasnoe Znamya e nel solo 1949 partecipò alla seconda serie del campionato sovietico di calcio.
Tornò a partecipare al campionato solo nel 1958 col nome di Znamja Truda, partendo dalla Klass B, all'epoca seconda serie. Nel 1962, con la riforma dei campionati, rimase in Klass B, che divenne però terza serie: in quella stessa stagione ottenne un'impresa ineguagliata, raggiungendo la finale della Coppa nazionale, perdendo contro lo Šachtar; rimase l'unica a riuscirci partendo dalla seconda serie.
Nonostante abbia raggiunto due volte i play-off (nel 1964 e nel 1967) non riuscì a raggiungere la promozione, anzi alla fine del 1969 rimase in Klass B, divenuta quarta serie del campionato. Dopo l'anno seguente non si iscrisse al campionato; fece ritorno in terza serie nel 1975 e vi rimase fino al 1989 quando, l'ulteriore riforma dei campionati e l'introduzione della Vtoraja Nizšaja Liga (quarta serie) costrinse la squadra alla retrocessione.

### Russia
Con la fine dell'Unione Sovietica e la nascita del campionato russo di calcio, fu collocato in Vtoraja Liga, la terza serie; finì seconda nel proprio girone che, però, fu di fatto vinto, visto che la prima classificata era la formazione riserve dello Spartak Mosca, non promuovibile. Salì così in seconda serie, ma fu un'avventura di breve durata: già nel 1993 finì diciottesima nel proprio girone, retrocedendo.
Cambiò nome in Orechovo e due anni più tardi finì ultima, scendendo in Tret'ja Liga (la quarta serie); nel 1996, cambiò nome in Spartak-Orechovo e ,alla prima partecipazione, vinse immediatamente il proprio girone, tornando in terza serie. Nel 1998 vinse il proprio girone di Pervenstvo Professional'noj Futbol'noj Ligi, tornando in seconda serie; anche in questo caso, però, l'avventura fu breve dato che la squadra finì ultima nel 1999, retrocedendo.
Nel 2003, dopo aver ritrovato la denominazione di Znamja Truda, finì ultima anche in Vtoroj divizion, retrocedendo tra i dilettanti. Fece ritorno nei professionisti solo nel 2007.

## Palmarès

### Competizioni nazionali
- Vtoraja Liga: 2

1964 (Girone 2 russo), 1983 (Girone 1)
- Pervenstvo Professional'noj Futbol'noj Ligi : 2

1998 (Girone Centro)
- Tret'ja Liga: 1

1996 (Girone 4)

### Altri piazzamenti
- Coppa dell'Unione Sovietica:

Finalista: 1962
- Pervenstvo Professional'noj Futbol'noj Ligi:

Secondo posto: 1992 (Girone 3)

## Statistiche e record

### Partecipazione ai campionati

#### Unione Sovietica
| Livello | Categoria            | Partecipazioni | Debutto | Ultima stagione | Totale |
| ------- | -------------------- | -------------- | ------- | --------------- | ------ |
| 2º      | Vtoraja Gruppa       | 1              | 1949    | 1949            | 6      |
| 2º      | Klass B              | 5              | 1958    | 1962            | 6      |
| 3º      | Klass B              | 7              | 1963    | 1969            | 22     |
| 3º      | Vtoraja Liga         | 15             | 1975    | 1989            | 22     |
| 4º      | Klass B              | 1              | 1970    | 1970            | 3      |
| 4º      | Vtoraja Nizšaja Liga | 2              | 1990    | 1991            | 3      |

#### Russia
| Livello | Categoria       | Partecipazioni | Debutto   | Ultima stagione | Totale |
| ------- | --------------- | -------------- | --------- | --------------- | ------ |
| 2º      | Pervaja liga    | 1              | 1993      | 1993            | 2      |
| 2º      | Pervyj divizion | 1              | 1999      | 1999            | 2      |
| 3º      | Vtoraja liga    | 4              | 1992      | 1997            | 22     |
| 3º      | Vtoroj divizion | 11             | 1998      | 2012-2013       | 22     |
| 3º      | PPF Ligi        | 7              | 2013-2014 | 2020-2021       |        |
| 4º      | Tret'ja Liga    | 1              | 1996      | 1996            | 1      |